# Garb Tenczyński
Garb Tenczyński, nazývaný také Grzbiet Tenczyński a česky Tenczyński hrb nebo Tenczyńský hrást, se nachází mezi městy Krakov, Krzeszowice a Chrzanów a řekou Visla. V Malopolském vojvodství v jižním Polsku. Nachází se zde krajinné parky Tenczyński Park Krajobrazowy a Rudniański Park Krajobrazowy a přírodní rezervace. Nachází se zde také opevnění středověké historické obranné linie Orlí hnízda (hrady Tenczyn a Lipowiec).

## Sídla
Největším městem v oblasti je Alwernia.

## Geologie, geografie a geomorfologie
Garb Tenczyński (polské geografické značení 341.34) je geologický hrást ležící na jižním konci vysočiny Wyżyna Krakowsko-Częstochowska (Krakovsko-čenstochovská jura) a od zbytku Wyżyny Krakowsko-Częstochowské jej dělí na severu geologický příkop Rów Krzeszowicki. Geologie oblasti je velmi různorodá (vápenec, spraš, vulkanické a paleozoické (prvohorní) horniny. Nejvyšším geografickým bodem je skalní suk (bývalý vulkanický kužel) Góra Zamkowa s nadmořskou výškou 401 m.

## Vodstvo
Vodstvo patří do povodí řeky Visla a úmoří Baltského moře. Mezi největší vodní toky zde patří Chechło, Regulanka, Rudno, Sanka a Rudawa.

## Doprava
Přes Garb Tenczyński vede železniční trať a také dálnice A4.

## Galerie

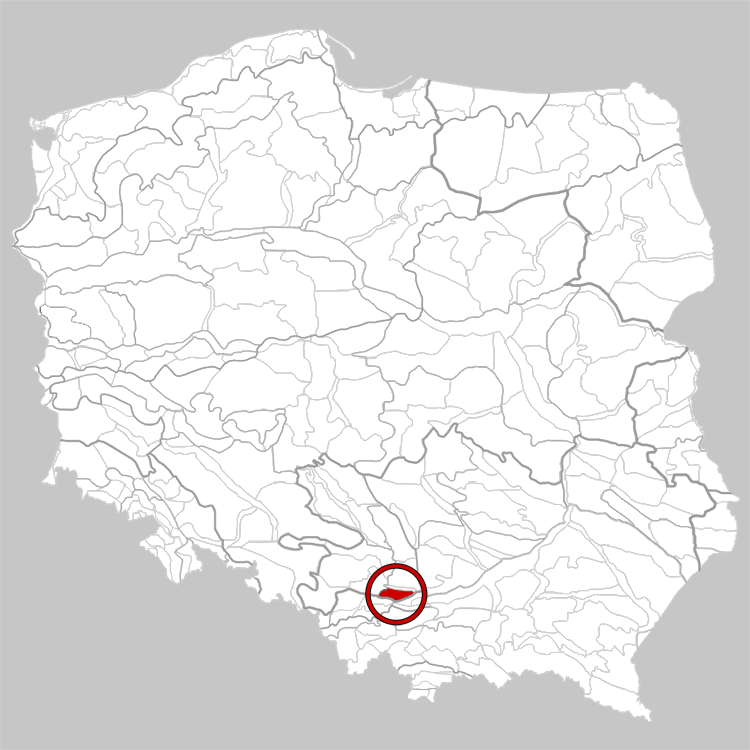
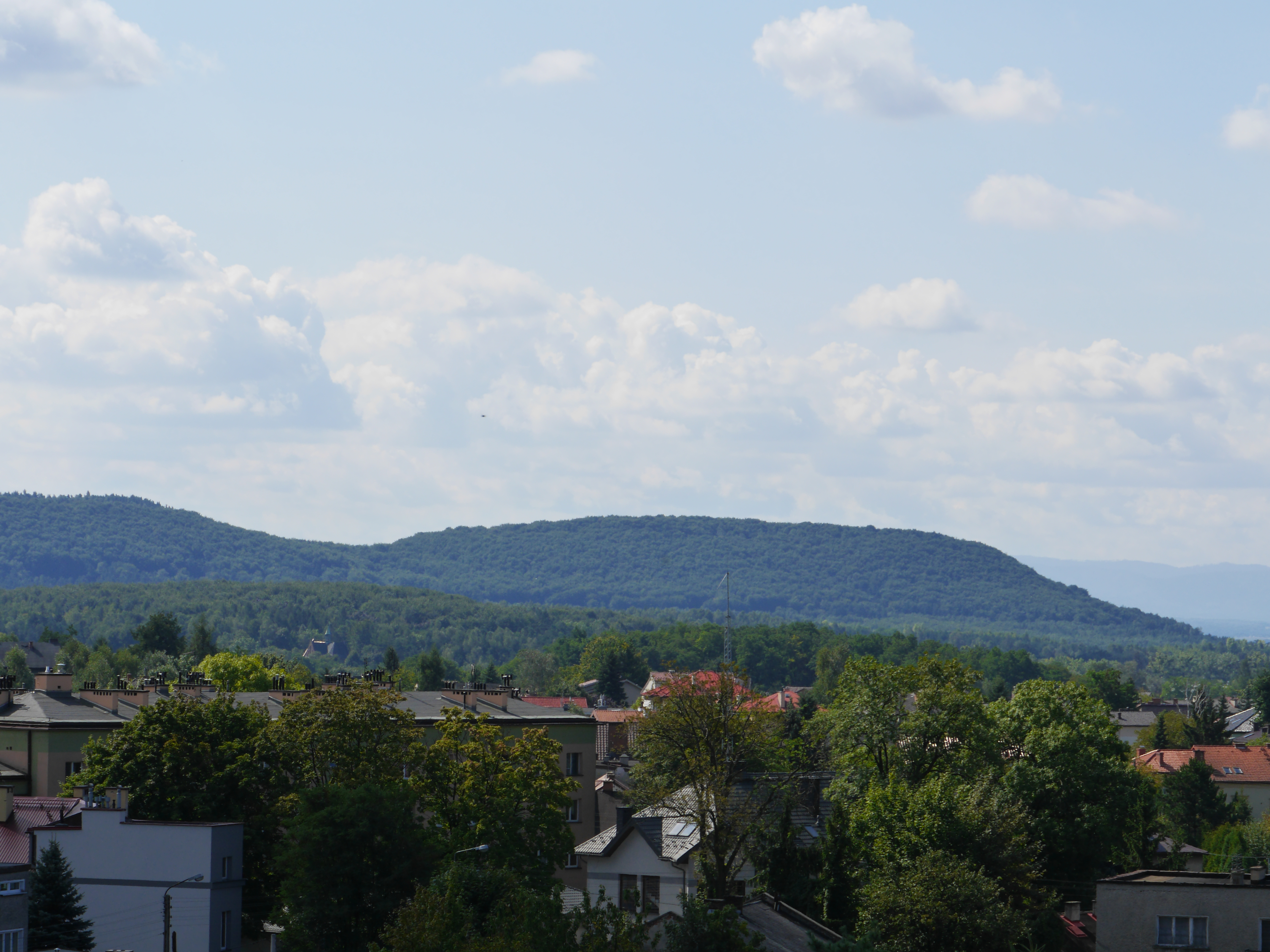
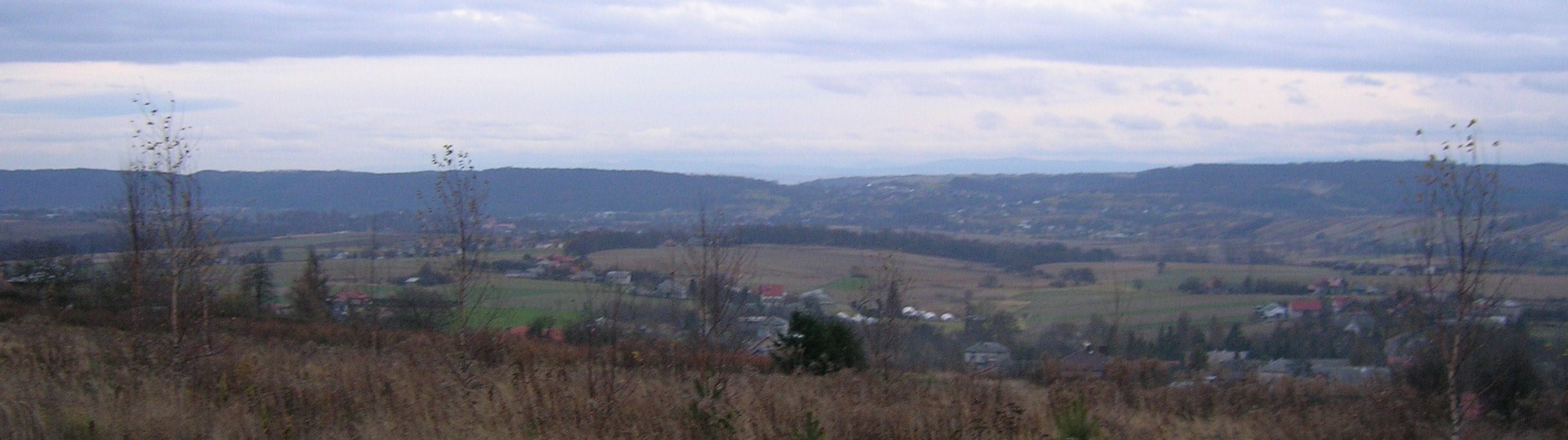
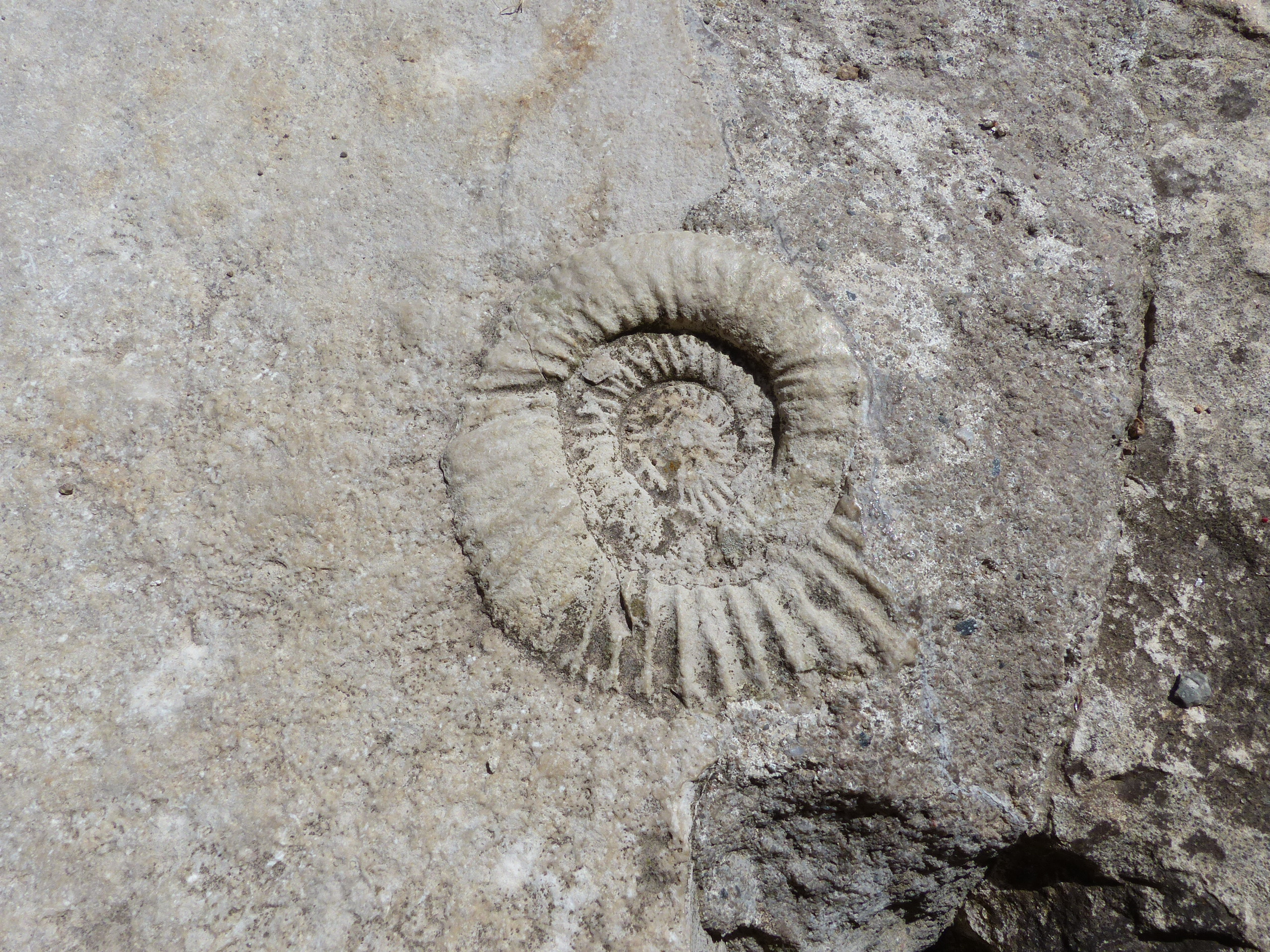
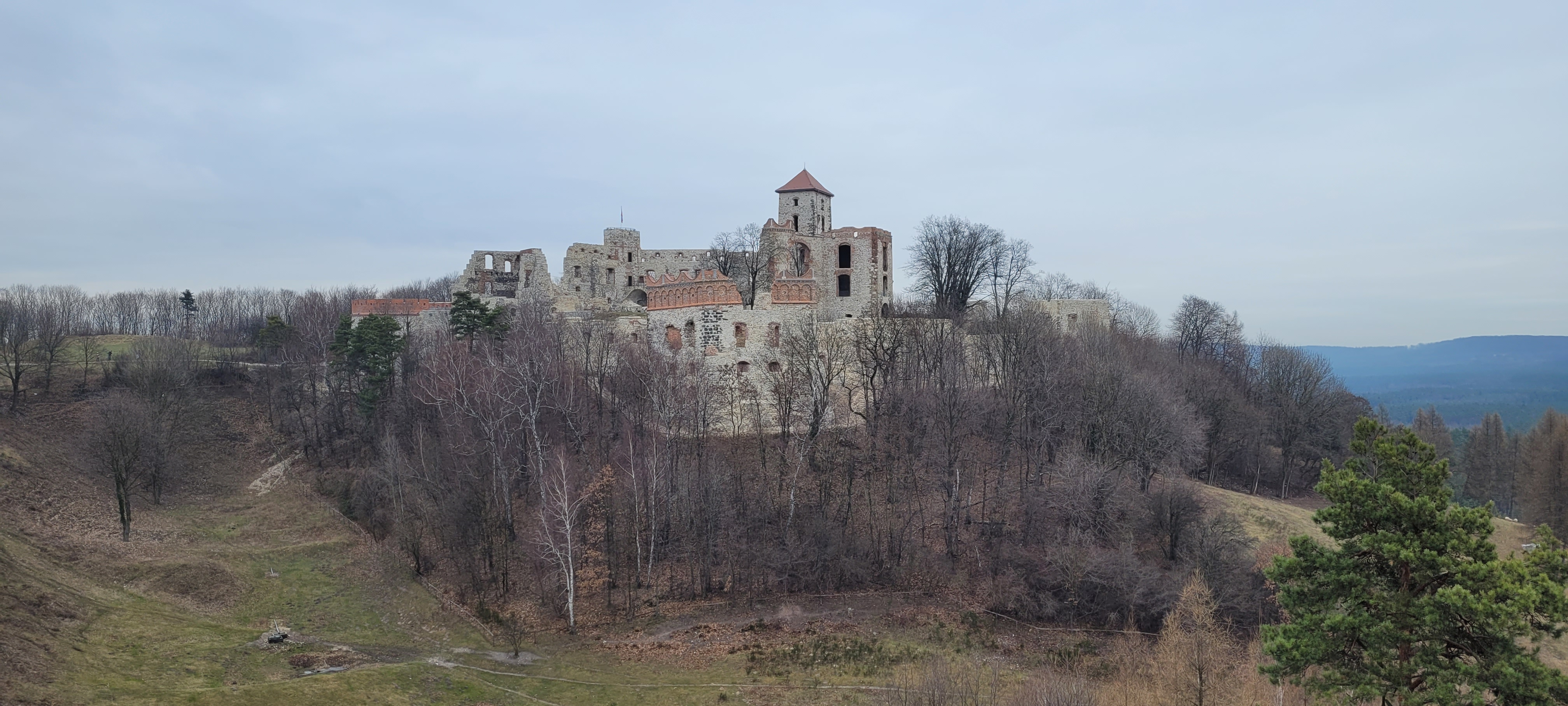